# Ladoffa sannionis
Ladoffa sannionis är en insektsart som beskrevs av Young 1977. Ladoffa sannionis ingår i släktet Ladoffa och familjen dvärgstritar. Inga underarter finns listade i Catalogue of Life.